# Peangtarn Plipuech
| jaar | rang enkelspel | rang dubbelspel |
| ---- | -------------- | --------------- |
| 2009 | 1099           | –               |
| 2010 | 671            | 684             |
| 2011 | 438            | 380             |
| 2012 | 386            | 218             |
| 2013 | 394            | 166             |
| 2014 | 401            | 180             |
| 2015 | 369            | 165             |
| 2016 | 271            | 108             |
| 2017 | 242            | 126             |
| 2018 | 277            | 183             |
| 2019 | 312            | 189             |
| 2020 | 283            | 195             |
| 2021 | 372            | 123             |
| 2022 | 335            | 143             |
| 2023 | 438            | 144             |

Peangtarn Plipuech (Nonthaburi, 15 november 1992) is een tennisspeelster uit Thailand. Plipuech begon met tennis toen zij tien jaar oud was. Haar favoriete ondergrond is hardcourt. Zij speelt rechtshandig en heeft een tweehandige backhand. Zij is actief in het internationale tennis sinds 2008.

## Loopbaan

### Enkelspel
Plipuech debuteerde in 2008 op het ITF-toernooi van Nonthaburi (Thailand). Zij stond in 2011 voor het eerst in een finale, op het ITF-toernooi van Bangkok (Thailand) – zij verloor van landgenote Luksika Kumkhum. Later dat jaar veroverde Plipuech haar eerste titel, op het ITF-toernooi van Manilla (Filipijnen), door de Chinese Lu Jiaxiang te verslaan. Tot op heden(september 2024) won zij zeven ITF-titels, de meest recente in 2024 in Nakhon Si Thammarat (Thailand).
In 2013 kwalificeerde Plipuech zich voor het eerst voor een WTA-hoofdtoernooi, op het toernooi van Suzhou. Haar beste resultaat op de WTA-toernooien is het bereiken van de tweede ronde, op het International-toernooi van Nanchang 2018, vervolgens op het toernooi van Hua Hin 2020 en nogmaals op het toernooi van Seoel 2021.

### Dubbelspel
Plipuech behaalde in het dubbelspel betere resultaten dan in het enkelspel. Zij debuteerde in 2009 op het ITF-toernooi van Bangkok (Thailand), samen met landgenote Prang Pantusart. Zij stond in 2010 voor het eerst in een finale, op het ITF-toernooi van Jakarta (Indonesië), samen met de Indonesische Laili Rahmawati Ulfa – zij verloren van het Indonesische duo Ayu Fani Damayanti en Jessy Rompies. Een week later veroverde Plipuech haar eerste titel, op het ITF-toernooi van Nonthaburi (Thailand), samen met landgenote Nungnadda Wannasuk, door het duo Chen Yi en Varatchaya Wongteanchai te verslaan. Tot op heden(september 2024) won zij 31 ITF-titels, de meest recente in 2024 in Nakhon Si Thammarat (Thailand).
In 2013 speelde Plipuech voor het eerst op een WTA-hoofdtoernooi, op het toernooi van Pattaya, samen met landgenote Nicha Lertpitaksinchai. Zij stond in 2016 voor het eerst in een WTA-finale, op het toernooi van Seoel, samen met de Japanse Akiko Omae – zij verloren van het koppel Kirsten Flipkens en Johanna Larsson.
In 2021 veroverde Plipuech haar eerste WTA-titel, op het WTA 125-toernooi van Concord, samen met de Indonesische Jessy Rompies, door het koppel Usue Maitane Arconada en Cristina Bucșa te verslaan. Twee weken later volgde haar tweede WTA-titel, in Chicago, met de Japanse Eri Hozumi aan haar zijde.
In 2022 had zij haar grandslamdebuut op het Australian Open, samen met de Indonesische Aldila Sutjiadi – zij hadden een wildcard gekregen.
Tot op heden(september 2024) won zij drie WTA-titels, de meest recente in 2024 in Båstad.
Haar hoogste notering op de WTA-ranglijst is de 95e plaats, die zij bereikte in oktober 2024.

### Tennis in teamverband
In de periode 2015–2024 maakte Plipuech deel uit van het Thaise Fed Cup-team – zij behaalde daar een winst/verlies-balans van 10–19.

## Palmares
| Legenda                 |
| ----------------------- |
| Grandslamtoernooi       |
| Olympische Spelen       |
| Year-End Championships  |
| Premier Mandatory       |
| Premier Five / WTA 1000 |
| Premier / WTA 500       |
| International / WTA 250 |
| Challenger / WTA 125    |

### WTA-finaleplaatsen enkelspel
geen

### WTA-finaleplaatsen vrouwendubbelspel
| nr.              | finale     | toernooi    | ondergrond    | partner         | tegenstandsters                      | score            |         |
| ---------------- | ---------- | ----------- | ------------- | --------------- | ------------------------------------ | ---------------- | ------- |
| gewonnen finales |            |             |               |                 |                                      |                  |         |
| 1.               | 2021-08-08 | WTA Concord | hardcourt     | Jessy Rompies   | Usue Maitane Arconada Cristina Bucșa | 3-6, 7-6, [10-8] | details |
| 2.               | 2021-08-21 | WTA Chicago | hardcourt     | Eri Hozumi      | Mona Barthel Hsieh Yu-chieh          | 7-5, 6-2         | details |
| 3.               | 2024-07-14 | WTA Båstad  | gravel        | Tsao Chia-yi    | María Lourdes Carlé Julia Riera      | 7-5, 6-3         | details |
| verloren finales |            |             |               |                 |                                      |                  |         |
| 1.               | 2016-09-25 | WTA Seoel   | hardcourt     | Akiko Omae      | Kirsten Flipkens Johanna Larsson     | 2-6, 3-6         | details |
| 2.               | 2017-09-24 | WTA Seoel   | hardcourt     | Luksika Kumkhum | Kiki Bertens Johanna Larsson         | 4-6, 1-6         | details |
| 3.               | 2021-11-06 | WTA Midland | hardcourt (i) | Aldila Sutjiadi | Harriet Dart Asia Muhammad           | 3-6, 6-2, [7-10] | details |
| 4.               | 2022-08-14 | WTA Concord | hardcourt     | Moyuka Uchijima | Varvara Flink Coco Vandeweghe        | 3-6, 6-7         | details |
| 5.               | 2023-10-15 | WTA Seoel   | hardcourt     | Luksika Kumkhum | Marie Bouzková Bethanie Mattek-Sands | 2-6, 1-6         | details |
| 6.               | 2025-07-19 | WTA Porto   | hardcourt     | Liang En-shuo   | Carmen Corley Ivana Corley           | 3-6, 1-6         | details |

### Gewonnen ITF-toernooien enkelspel
| nr. | finale     | toernooi            | dotatie | tegenstandster in finale | score         |
| --- | ---------- | ------------------- | ------- | ------------------------ | ------------- |
| 1.  | 2011-11-13 | Manilla             | $10.000 | Lu Jiaxiang              | 6-3, 6-3      |
| 2.  | 2013-06-29 | Bangkok             | $10.000 | Nungnadda Wannasuk       | 6-0, 6-1      |
| 3.  | 2014-08-02 | New Delhi           | $10.000 | Natasha Palha            | 6-2, 6-4      |
| 4.  | 2016-08-28 | Tsukuba             | $25.000 | Greet Minnen             | 6-4, 6-0      |
| 5.  | 2017-05-13 | Hua Hin             | $25.000 | Jacqueline Cako          | 6-4, 6-2      |
| 6.  | 2017-05-28 | Goyang              | $25.000 | Mari Osaka               | 7-6, 6-0      |
| 7.  | 2024-02-18 | Nakhon Si Thammarat | $35.000 | Irina Fetecău            | 2-6, 6-3, 6-2 |

## Resultaten grandslamtoernooien
| Legenda | Legenda                          |
| ------- | -------------------------------- |
| g.t.    | geen toernooi gehouden           |
| l.c.    | lagere categorie                 |
| –       | niet deelgenomen                 |
| G       | uitgeschakeld in de groepsfase   |
| 1R      | uitgeschakeld in de eerste ronde |
| 2R      | uitgeschakeld in de tweede ronde |
| 3R      | uitgeschakeld in de derde ronde  |
| 4R      | uitgeschakeld in de vierde ronde |
| KF      | uitgeschakeld in de kwartfinale  |
| HF      | uitgeschakeld in de halve finale |
| F       | de finale verloren               |
| W       | het toernooi gewonnen            |
| w-v     | winst/verlies-balans             |

### Enkelspel
geen deelname

### Vrouwendubbelspel
| toernooi        | 2022 |
| --------------- | ---- |
| Australian Open | 1R   |
| Roland Garros   | –    |
| Wimbledon       | 1R   |
| US Open         | –    |